# Sách trắng quốc phòng (Việt Nam)

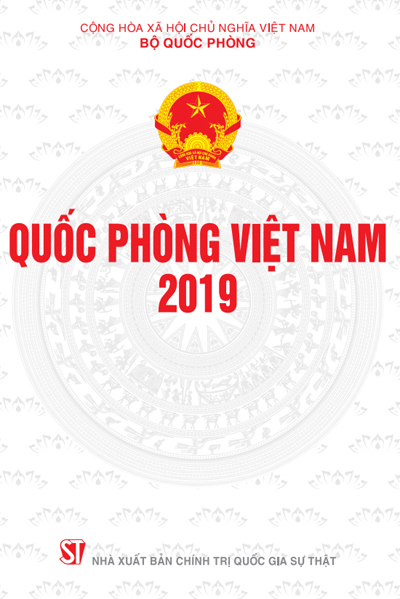
Sách trắng quốc phòng Việt Nam năm 2019

Sách trắng quốc phòng của Việt Nam là cuốn sách do Bộ Quốc phòng Việt Nam công bố với toàn thế giới về những vấn đề cơ bản của chính sách quốc phòng Việt Nam, gồm xây dựng nền quốc phòng toàn dân, xây dựng Quân đội nhân dân và Dân quân tự vệ.